# Pseudoanthidium obscuratum
Pseudoanthidium obscuratum är en biart som först beskrevs av Morawitz 1875.  Pseudoanthidium obscuratum ingår i släktet Pseudoanthidium och familjen buksamlarbin. Inga underarter finns listade i Catalogue of Life.